# Mycalesis visala
Mycalesis visala är en fjärilsart som beskrevs av Moore 1857. Mycalesis visala ingår i släktet Mycalesis och familjen praktfjärilar. Inga underarter finns listade i Catalogue of Life.

## Bildgalleri

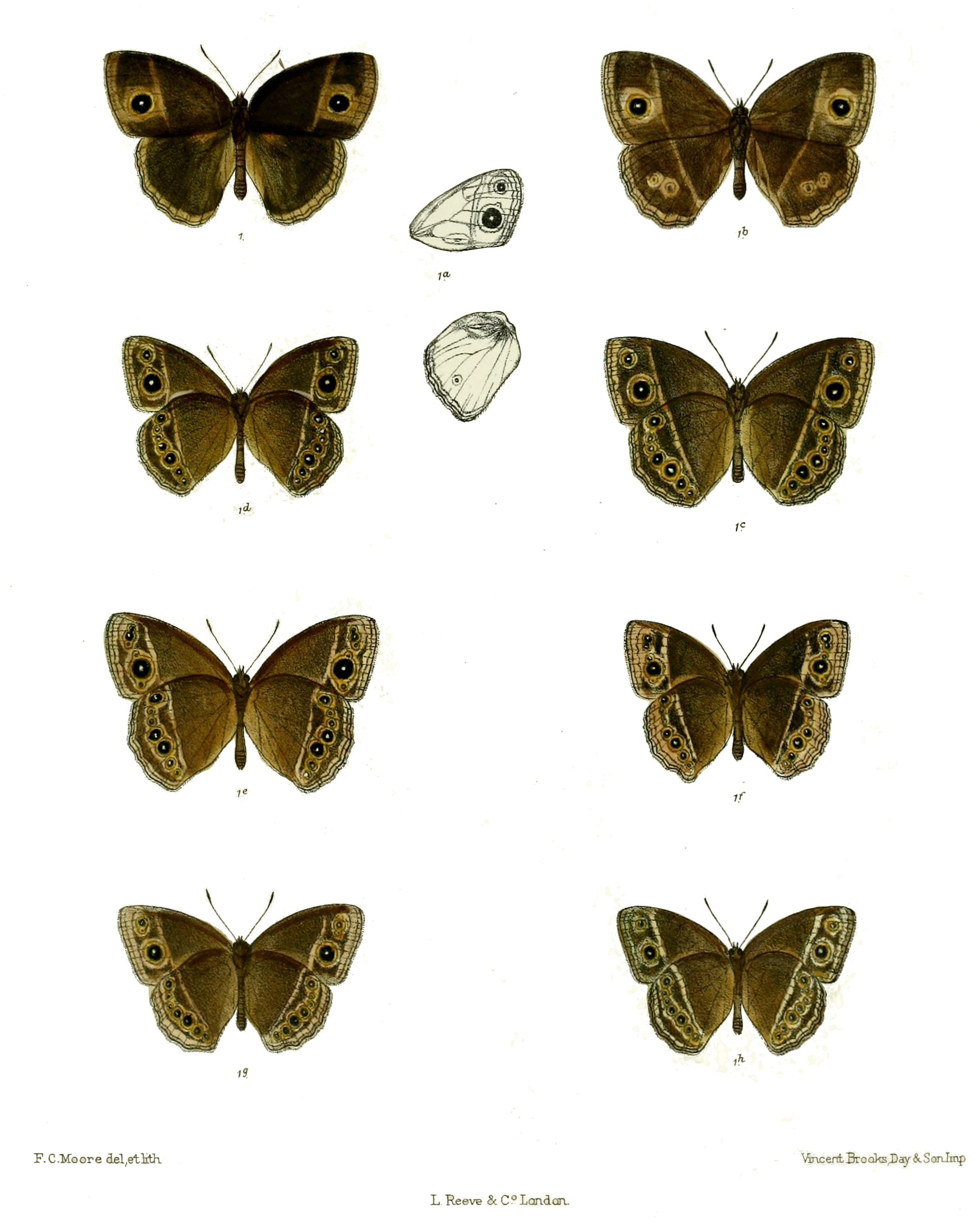
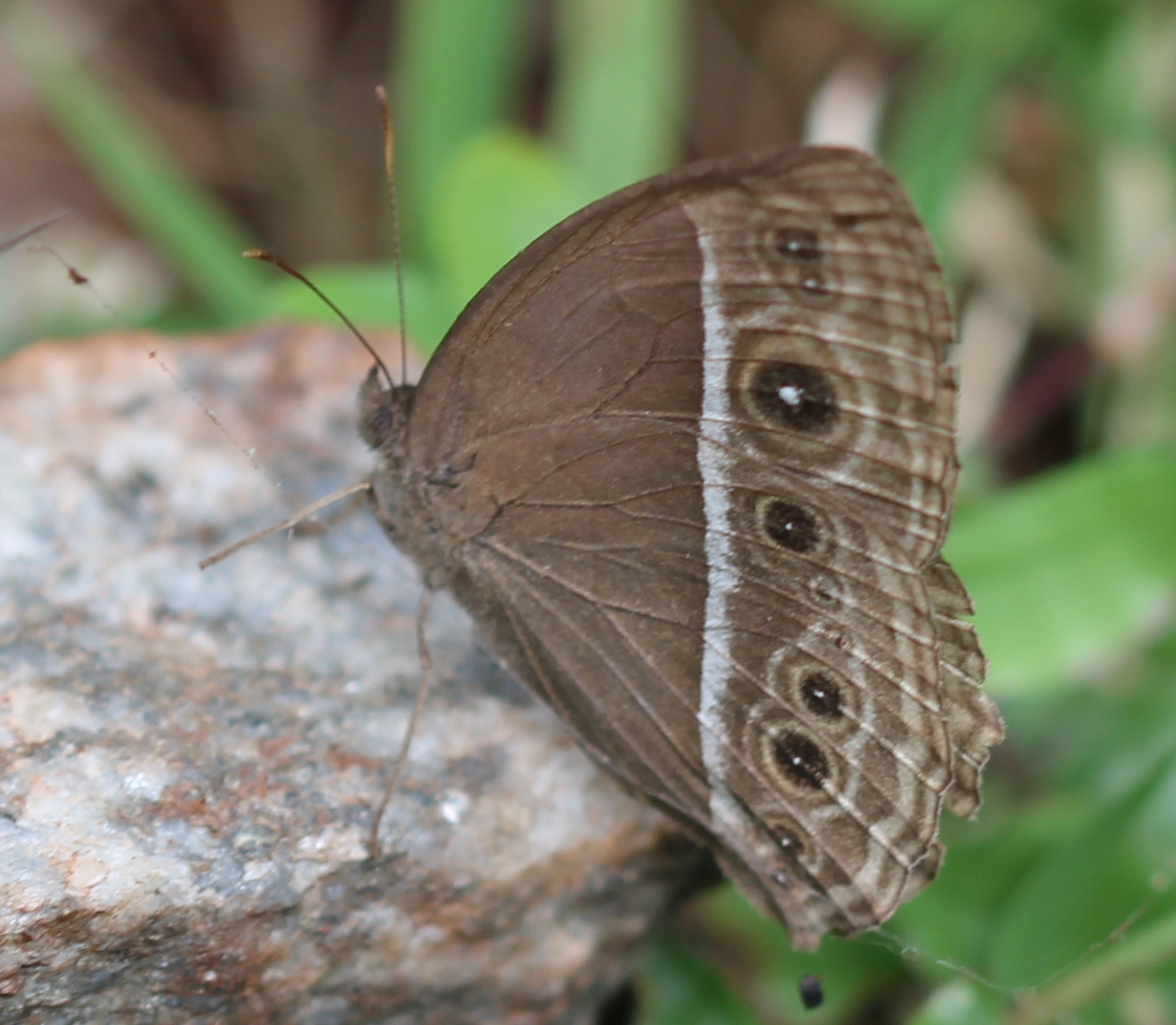
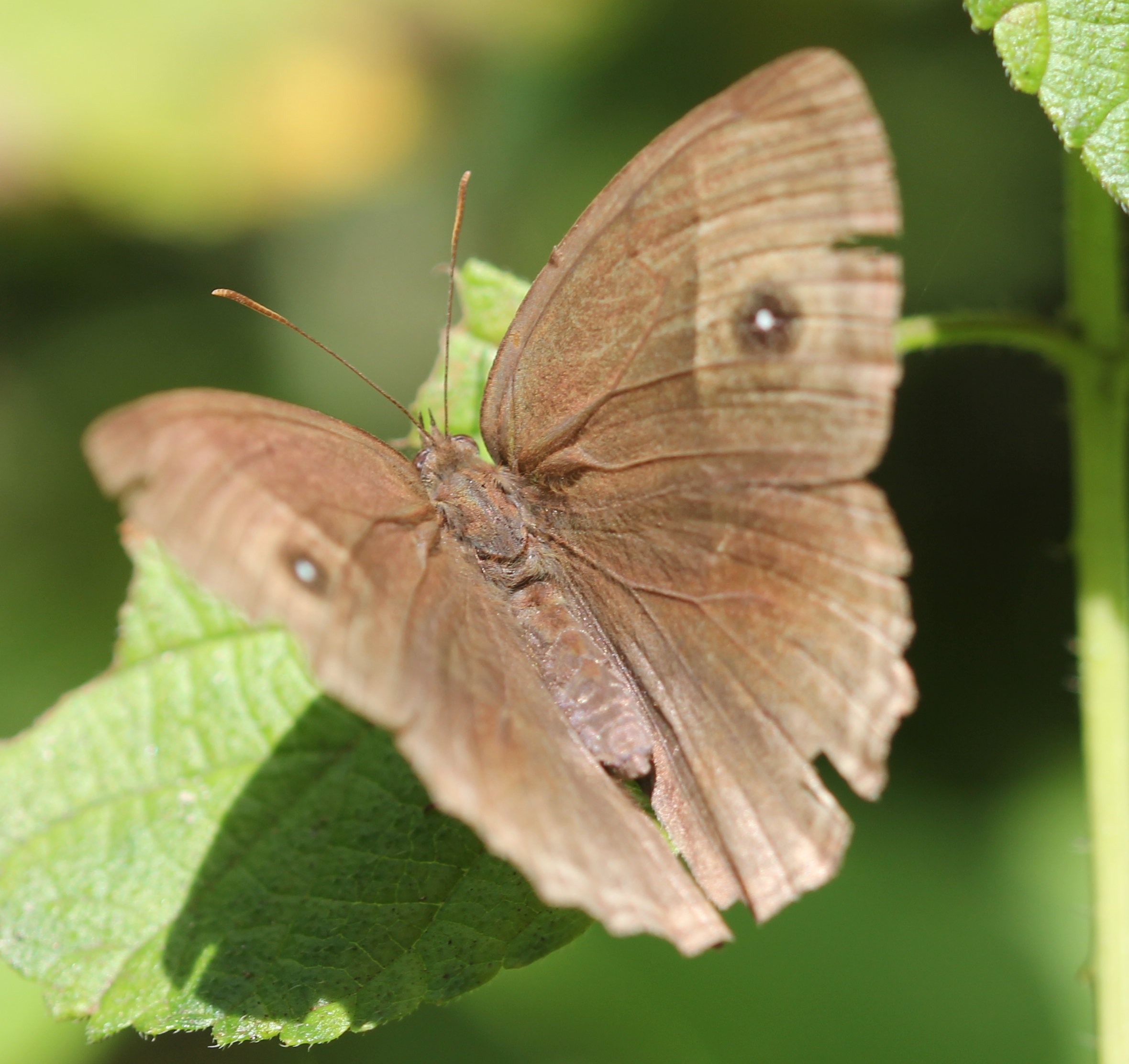